# میک یورکاتام
میک یورکاتام (استونیایی: Mikk Jurkatamm؛ زادهٔ ۱۸ سپتامبر ۲۰۰۰) بازیکن بسکتبال اهل استونی است.